# Chiesa di Sant'Eufemia (Bergamo)
La chiesa di Sant'Eufemia è  un  luogo di culto cattolico di Bergamo, situato in località colle sant'Eufemia nei pressi della Rocca cittadina, della Diocesi di Bergamo. La chiesa, documentata già nel 1044, è una delle più antiche della città.

## Storia
Il piccolo edificio di culto, si trova sul colle omonimo, è forse questa la parte più antica abitata del territorio di Bergamo. Fu, infatti, sede del Capitolium cittadino già in epoca romana come documentano reperti recuperati sul sito. Sulla zona è indicata la presenza di un antico maniero poi distrutto e del quale non rimane traccia. La chiesa fu costruita su un precedente edificio di culto pagano, diventando tra le prime chiese paleocristiane della città, e dando il nome alla vicinia di Sant'Eufemia,
Il primo documento a citare la chiesa risale al 1044 del vescovo Ambrogio I; l'atto  è conservato nell'archivio Diocesano di Bergamo. Nelle relazioni del sinodo del 1304, nell'elenco delle chiese che dovevano versare un censo, viene citato il "presbiter Albertus Sancte Euphemie"; e successivamente indicata nel 1360 nel nota ecclesiarum, elenco delle chiese e dei conventi della bergamasca, voluto da Bernabò Visconti per conoscere le rendite e la tassa dei beneficiari dei titoli, e delle imposte che la chiesa romana doveva versare ai Visconti. L'elenco cita la capela civitatis Bergomi avente tre benefici. Nel 1417 la chiesa, già indicata come parrocchia, fu unita al convento francescano, dovevano essere quindi i frati del convento a nominare i curati, come risulterà anche nella relazione della visita pastorale di san Carlo Borromeo del 23 settembre 1575 che  la cita "translata in ecclesiam monasterii fratrum Sancti Francisci". Nel 1666 il cancelliere di Bergamo Giovanni Giacomo Marenzi scrisse: "il curato di questa parrocchia viene eletto da suoi superiori et di tempo in tempo viene cangiato, ma sempre è uno di detti Frati di San Francesco" affermando una certa autonomia della chiesa rispetto al convento francescano.
Nella chiesa furono eseguite funzioni religiose fino alla fine del Settecento venendo soppressa con il decreto governativo del 22 giugno 1805, fu proprio il vescovo Giovanni Paolo Dolfin con decreto del 10 gennaio 1806 a rendere attuativo il decreto. Lo stesso vescovo che l'aveva visitata nel 1778 dichiarando la presenza di 314 anime, e con l'elezione del curato da parte dei frati del convento di san Francesco.
La chiesa cadde in disuso e divenne nel 1859 temporaneo luogo di transito dei carcerati che passando dalla Rocca dovevano poi essere giustiziati, vi è, infatti, una scaletta che collega la Rocca all'edificio detta scaletta del condannato. Nel XX secolo l'edificio divenne oggetto di nuova attenzione. Furono incaricati gli alunni dell'Accademia Carrara che nel 1928 eseguirono lavori di ristrutturazione e di rinnovo della decorazione a fresco nonché il ripristino di parti ammalorate.

## Descrizione
La chiesa è posta rialzata rispetto al parco della Rocca, di dimensione minute conserva della sua costruzione originale solo la zona absidale. Sul muro che la precede vi sono tre epigrafi. Una posta a ricordo di 35 eroi trucidati il 13 aprile 1849 a causa della loro lotta eroica per il riscatto della patria, una successiva sempre a ricordo della fucilazione di 16 aprile 1948 nel Trentino, e la terza descrive che nella chiesa sono state deposte le ceneri dei perseguitati politici bergamaschi morti nei campi di concentramento nel 1945. Le epigrafi ricordano che la chiesa è collocata dentro il giardino della Rocca luogo dedicato alla resistenza e ai soldati di Bergamo.
La chiesa subì un grande ridimensionamento nel Seicento e si presenta con la facciata preceduta da un ambulacro con quattro colonne in muratura, nella cui parte superiore vi sono lacerti di antichi affreschi. Le colonne sostengono la falda del tetto a capanna. Centrale alla facciata il portale in pietra, e due aperture a tutto sesto laterali. Un piccolo campanile a vela con una sola campana, è posto sulla parte terminale dell'abside. 

L'aula di piccole  dimensioni è a forma circolare affrescata lungo tutta la parete.